# Gobiopsis angustifrons
Gobiopsis angustifrons is een straalvinnige vissensoort uit de familie van grondels (Gobiidae). De wetenschappelijke naam van de soort is voor het eerst geldig gepubliceerd in 1978 door Lachner & McKinney.